# Jacob Botoshansky
Jacob Botoshansky, né le 6 août 1895 à Kilia en Bessarabie, qui faisait alors partie de l'Empire russe, aujourd'hui en Ukraine, et décédé le 26 octobre 1964 à Johannesburg, était un romancier, critique et homme de théâtre argentin en yiddish. Il était aussi le mari de l'actrice Miriam Lerer et le beau-frère de la célèbre actrice américaine de théâtre yiddish et de cinéma Shifra Lerer.

## Biographie

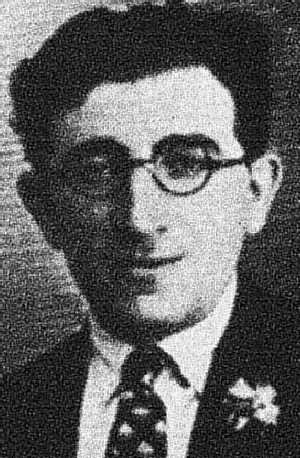
Jacob Botoshansky

### Débuts en Ukraine
Jacob Botoshansky a étudié dans une Yechiva à Chișinău, puis à Odessa, avant de devenir autodidacte. Il a publié ses premiers textes et photographies de voyage dans le journal Gutmorgen, ainsi que dans le périodique d'Izmaïl Pridunayski kray en langue russe. Il s'est engagé dans l'armée russe, avant de revenir en Roumanie peu avant la Première Guerre mondiale.

### Le théâtre yiddish en Roumanie
En 1914, à Jassy, il a prêté main-forte lors de la fondation de la première revue moderne de Roumanie en yiddish, Likht [Lumière]. En 1915, il a écrit un drame, Letste [Dernier], mis en scène avec des acteurs semi-professionnels, est parti en tournée dans plusieurs villes roumaines et a même joué au petit théâtre de Jigniță, dans le quartier juif de Bucarest. De 1917 à 1920, Jacob Botoshansky a écrit pour la troupe de Jacob Sternberg, qui connaissait alors un grand succès en Roumanie, neuf pièces de théâtre : Zimes, Bucarest-Yerusholaim [Bucarest-Jérusalem], Mytskedrynem [À l'improviste], Grine Blatter [Feuilles vertes], Kukuriku [Cocorico], Scholem Alechem [Bonjour], Ershele Ostropoler [Herschel d'Ostropol], Der Irid Afn Dah [La foire sur le toit] et Rozinkes mit Mandeln [Raisins secs et amandes]. Il a également collaboré, toujours avec Sternberg et Eliezer Steinbarg, à la rédaction de la revue de section juive du Parti socialiste roumain, Der Weker [Le réveil]. Il fut aussi un temps le manageur de Clara Young.

### L'émigration en Argentine

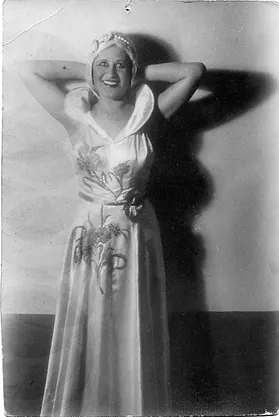
Miriam Lerer, épouse de Jacob Botoshansky

Cette émigration s'est faite en deux temps : un premier départ en 1923 pour Buenos Aires, dans une communauté juive qui en est à ses premiers pas, initialement pour rendre visite à sa sœur à Rosario, puis un retour en 1925. En 1926, le quotidien local Die Prese lui demanda de revenir et il en devint corédacteur en chef, à la tête de la rubrique consacrée au théâtre.
Lors d'une représentation d'une opérette à La Plata, le scénographe, peintre et illustrateur Misha Schwartz provoqua un scandale et empêcha la représentation. Jacob Botoshansky se joignit à lui et déclencha une lutte obstinée contre les trafiquants opérant la traite des blanches et infiltrant les théâtres yiddish. L'organisation Zwi Migdal sévissait alors et blanchissait des fonds dans les théâtres yiddish, dont elle était le principal soutien financier et les prostituées parfois le principal public. Les principaux exploitants de théâtres interdirent l'entrée aux trafiquants, qui ripostèrent par le boycott du théâtre yiddish, en particulier à partir de la représentation de la pièce Ibergus [Régénération] de Leib Malach, qui traitait des mésaventures d'une jeune fille  dans un lupanar brésilien et dont Botoshansky fut le metteur en scène au Teatro Politeama. Des affiches mentionnant l'interdiction d'entrée aux tmeim (les impurs, de tumah) furent placardées à l'entrée des théâtres. La situation ne s'apaisa cependant qu'avec le coup de filet policier de 1930 au sein de Zwi Migdal.
L'épouse de Botoshansky, Miriam Lerer, devint une exploitante de théâtre de premier plan : avec Willi Goldstein au Teatro Mitre dans le quartier de Corrientes Y Acevedo, ainsi qu'au Teatro Argentino.

### Le citoyen du monde
Jacob Botoshanky devint une sorte d'activiste du yiddish et ne cessa d'exercer de multiples activités : il publia des romans, critiques, pièces de théâtre dans la presse, plus rarement en volumes. Outre Die Prese, il fut rédacteur en chef du mensuel Oifgang et publia dans la presse yiddish du monde entier. Il donnait aussi des cours de littérature et des conférences autour du monde, participait à des congrès : dixième anniversaire de Yivo à Vilnius en 1935, Exposition universelle de New York 1939-1940, fondation de l'ONU à San Francisco en 1945, fondation de l'état d'Israël en 1948. Il organisa les conférences du quatorzième congrès de PEN International à Buenos Aires en 1936 et fut nommé en 1951 Président de l'association des écrivains en yiddish de Buenos Aires H.D. Nomberg. La même année, il intervint, lors d'une cérémonie en l'honneur de Pablo Manguel, ministre argentin des relations avec Israël, auprès du président Juan Peron pour que des écrivains juifs réfugiés ayant transité par Paris, dont Baruch Hager et Simche Schwarz et son épouse Ruth, ou Shmerke Kaczerginski, soient accueillis en Argentine, et obtint une réponse positive.
Jacob Botoshansky est décédé le 26 octobre 1964 à Johannesburg lors d'une de ses tournées de conférences. Des milliers de Juifs ont assisté au dernier hommage à la synagogue le 31 octobre 1964. Le lendemain, premier novembre 1964, il fut enterré au cimetière de La Tablada.

## Influence
Botoshansky, en tant que défenseur du yiddish, était hostile à toute acculturation en Argentine. La littérature en yiddish avait ainsi un rôle fondamental, même s'il estimait qu'en Argentine, de littéraire, il n'y avait pas de vin mais du pain : la qualité importait moins que de nourrir les racines de la communauté.
Il a utilisé durant sa carrière littéraire et de presse un grand nombre de pseudonymes : Yankev ben Avrom, Yasha, Montshi, Hannah Levin (nom de sa mère), Yankele Gibalshs, S. Murdes, Shimele Soroker (personnage de Cholem Aleikhem), Tsingenton... Il fut également très prolixe, même s'il a essentiellement publié ses œuvres dans la presse, moyennant quoi elles sont difficilement accessibles aujourd'hui. Son langage « juteux », aussi bien à l'écrit qu'à l'oral, suscitait le mépris pour sa surabondance et ses piques, et la reconnaissance pour son énergie et son humour. Lui-même attribuait son hyperactivité à son sang tzigane. Shlomo Bickel se souvenait de lui comme du conférencier le plus couru en yiddish de toute la Roumanie.

## Sélection d'œuvres

### Prose
- Nokh der forshtelung, groteskn un bilder funem yidishn aktyorn-lebn [Après la représentation, le grotesque et les images de la vie d'un acteur yiddish], Buenos Aires, 1928.
- Fun beyde zaytn yam: dertseylungen, groteskn un minyaturn [Des deux côtés de la mer: histoires, grotesques, et miniatures], Buenos Aires, 1928.
- Moyshe leyb halpern, a kleyn krentsl oyf dem keyver fun a groysn dikhter [Moshe Leyb Halpern, un petit cercle sur la tombe d'un grand poète], Buenos Aires, 1932.
- Buenos Ayres, roman, 1932.
- Portretn fun yidishe shrayber [Portraits d'écrivains yiddish], Varsovie, 1933.
- Di lebnsgeshikhte fun a yidishn zhurnalist, memuarn [La biographie d'un journaliste juif, mémoires], Buenos Aires, 1942.
- Mir viln lebn [Nous voulons vivre], roman, Buenos Aires, 1944.
- Breyshis fun medines yisroel, reportazhn [Genèse de l'État d'Israêl, reportage], Buenos Aires, 1948.
- Mame yidish, eseyen un lektsyes [Mère Yiddish, essais et cours], Buenos Aires, 1949.
- Pshat, perushim oyf yidishe shrayber [Sens littéral, commentaires sur des écrivains yiddish], Buenos Aires, 1952.
- Shabes, yontef un vokh in medines yisroel [Sabbat, vacances et semaine dans l'État d'Israël], Buenos Aires, 1958.
- D”r zhivago [Docteur Jivago], Buenos Aires, 1959.
- Di kenigin fun dorem-amerike [La reine d'Amérique du Sud], Buenos Aires, 1962.

### Pièces de théâtre
- Hershl ostropolyer, tragikomedye in fir aktn mit an epilog [Hershl d'Ostropol, une tragi-comédie en quatre actes avec un épilogue], Buenos Aires, 1928.
- Tsvishn tsvey revolutsyonern, R. ber lyoner, Hershl ostropolyer: dray drames [Entre deux révolutions, R. Ber Lyoner, Hershl d'Ostropol : trois pièces] Buenos Aires, 1928.